# Any Time at All
«Any Time at All» es una canción de la banda británica The Beatles acreditada a Lennon/McCartney y compuesta principalmente por John Lennon, con un puente instrumental por Paul McCartney. Apareció por primera vez en el álbum de The Beatles A Hard Day's Night.

## Origen
En una entrevista para Playboy en 1980, Lennon describió la canción como «Un esfuerzo de escribir algo similar a 'It Won't Be Long'. Mismo tipo: Do a La menor, Do a La menor — conmigo gritando».
La letra manuscrita de Lennon para «Any Time at All» se vendió por 6.000 libras esterlinas durante una subasta celebrada en Sotheby's en Londres, el 8 de abril de 1988.

## Grabación
Incompleta la primera vez que se trajo la canción a los EMI Studios el martes 2 de junio de 1964, Paul McCartney sugirió una idea para el middle eight basado solamente en acordes, y así fue grabada con la intención de añadirle la letra más tarde. Pero para el momento en que era necesario que la canción fuera mezclada, el middle eight seguía sin tener texto, y así es como aparece en el LP.

## Lanzamientos
Además de en A Hard Day's Night, «Any Time at All» fue incluida: 
- En el EP británico Extracts from the Album A Hard Day's Night.
- En el álbum de Capitol Something New.
- En la compilación de 1976 Rock 'n' Roll Music.

## Personal
- John Lennon - voz, guitarra rítmica acústica (Gibson J-160e) y guitarra rítmica (Rickenbacker 325c64).
- Paul McCartney - armonía vocal, bajo (Höfner 500/1 63´).
- George Harrison - guitarra líder (Rickenbacker 360/12).
- Ringo Starr - batería (Ludwig Super Classic)
- George Martin - piano (Steinway Vertegrand Upright Piano).

Personal por Ian MacDonald.